# Pierre Petit (pilote automobile)
Pour les articles homonymes, voir Pierre Petit et Petit.
Pas d'image ? Cliquez ici
Pierre Petit, né le 27 septembre 1957 à Guéret, est un pilote automobile français, vainqueur du championnat de France de Formule 3 en 1982, auteur de nombreuses pole positions et victoires en Formule 2 et Formule 3.

## Parcours sportif
Après avoir fait l'école de pilotage de La Châtre où il termine second derrière Patrick Lancelot, il obtient un volant en Formule 3 chez Bovy Racing Cars en 1980 avec le soutien actif du Crédit Agricole du limousin. Il pilote la Bovy PB04 avec pour coéquipier Patrick Lancelot.
En 1981, il rachète sur ses deniers la Martini MK31 Toyota Novamotor à Philippe Streiff et gagne la première course où il se présente à Nogaro.
En 1982, il rejoint l'équipe anglaise du David Price Racing qui engage une Ralt RT3 Toyota Novamotor (moteur remplacé rapidement par un VW Brabham), toujours avec le soutien du Crédit Agricole et celui d'Avia. Il est sacré champion de France de Formule 3 à la fin de la saison après des victoires à Dijon, Nogaro, Le Castellet, Albi et Rouen. En 1983, il décide de passer la vitesse supérieure en s'engageant en Formule 2 chez Maurer, écurie dirigée par Paul Brown. Il pilote une Maurer MM83 BMW aux côtés de Frank Jelinski. La saison est décevante, les meilleurs résultats étant enregistrés à Zolder et Silverstone (8e place). En 1984, il signe dans l'équipe de Formule 2 March. Il pilote une March 842 BMW Mader. Il obtient son premier podium Formule 2 à Misano en juillet (dernière saison de la F2 qui sera, en 1985, remplacée par le Formule 3000) mais les March ne pourront pas lutter longtemps contre les Ralt RH6 à moteur Honda.
Pierre Petit fait ensuite une incursion dans le championnat européen de Spider 905 Cup en 1992 avant de participer à quatre reprises aux 24 Heures du Mans avec Welter Racing. Il fut aussi un temps pilote officiel Audi en Grand Tourisme.
Il a fondé à l'issue de sa carrière sportive une école de pilotage, en premier lieu sur le circuit du Mas du Clos près d'Aubusson à Saint-Avit-de-Tardes. Avant de créer sa propre structure, le circuit de Mornay à Bonnat, près de Guéret dans la Creuse. En 1996 il gagne les 4 Heures du Mans, dans le cadre des Coupes d'Automne de l'ACO, sur WR LM96 pour Welter Racing.

## Palmarès
- Formule 3
  - Champion de France en 1982
  - 7 victoires en championnat de France en 1981 et 1982 : Nogaro en 1981, Paul Ricard, Nogaro (avril), Albi, Dijon, Rouen et Nogaro (septembre) en 1982[3]

- 24 Heures du Mans
  - Pole position en 1995

## Résultats aux 24 Heures du Mans
| Année | Voiture     | Équipe               | Équipier                                   | Résultat                                                     |
| ----- | ----------- | -------------------- | ------------------------------------------ | ------------------------------------------------------------ |
| 1985  | Porsche 956 | Richard Lloyd Racing | Jonathan Palmer/James Weaver/Richard Lloyd | Essais uniquement                                            |
| 1992  | WR LM92     | WR                   | Patrick Gonin/Didier Artzet                | Abandon 6e heure - Suspension                                |
| 1994  | WR LM93     | WR                   | Patrick Gonin                              | Abandon 11e heure - Incendie                                 |
| 1995  | WR LM94     | WR                   | Patrick Gonin/Marc Rostan                  | Abandon 5e heure - Meilleur tour en course en 3 min 51 s 410 |
| 1996  | WR LM96     | WR                   | Patrick Gonin/Marc Rostan                  | Abandon 20e heure - Transmission                             |